# Башня Кали
Башня Кали (исп.  Torre de Cali) — самое высокое здание города Кали (185,5 м) третье по высоте в Колумбии, с учётом же высоты антенны (211 м) — самое высокое сооружение Колумбии. В здании насчитывается 45 этажей. Башня Кали является визитной карточкой города Кали и располагается в северной части города в финансово-торговом районе.
В здании располагаются офисы различных банков и финансовых корпораций, а также престижный 5-звёздочный отель «Hotel Torre de Cali». На крыше здания находится сложный массив множества антенн.

## Местоположение
Башня Кали находится по адресу Avenida de Las Americas 18N-26, Barrio Versalles, Cali, 3151, Colombia.
Башня Кали располагается в департаменте Валье-дель-Каука, в северной части города Кали, недалеко от реки Рио-Кали.

## Факты
- Место в рейтингах по высоте:

В Колумбии: 3-е;
В Южной Америке: 11-е;
В Латинской Америке: 34-е;
В мировом 378-е ;
- Высота: 183,0 м
- Высота с учётом антенны 211 м
- Количество этажей: 44
- Архитектор: Хайме Велес с помощью Джулиан Эчеверри

## Интересные факты
- В 2003 во многих средствах массовой информации была показана видеосъёмка НЛО, пролетающего над зданием.
- Во время строительства погибло более 20 человек из-за неожиданного падения строительных лесов, расположенных на уровне 37 этажа на высоте 154 метра.
- В декабре 1994 года здание было в рекламных целях «одето» в крупнейшую в мире фланелевую рубашку[1]
- 5 мая 2001 года рядом со зданием взорвался начинённый взрывчаткой автомобиль. По некоторым сведениям террористический акт совершён Армией национального освобождения Колумбии
- С крыши здания открывается отличный вид на город.